# Chinese Super League
Chinese Football Association Super League (chiń. upr. 中国足球协会超级联赛; chiń. trad. 國足球協會超級聯賽; pinyin Zhōngguó Zúqiú Xiéhuì Chāojí Liánsài), bardziej znana jako Chinese Super League (中超联赛) lub CSL – najwyższa liga piłkarska w Chinach zarządzana przez Chiński Związek Piłki Nożnej.
Chinese Super League powstała w roku 2004 jako następca poprzedniej najwyższej klasy rozgrywkowej w Chinach, Chinese Football Association Jia A League (nie mylić z Chinese Football Association Jia League, która jest drugą zaraz po CSL ligą piłkarską w Chinach).
W inauguracyjnym sezonie liga ta liczyła 12 zespołów, zaś obecnie jest ich 16. Tytuł mistrza zdobyło dotychczas sześć klubów: Shenzhen Jianlibao, Dalian Shide, Shandong Luneng, Changchun Yatai, Beijing Guo’an i Guangzhou Evergrande.
Przez pierwsze dwa sezony nie było degradacji do niższej ligi w celu powiększenia ligi. Pierwszym spadkowiczem z CSL był Chongqing Lifan, który w sezonie 2006 zajął ostatnie miejsce w tabeli.

## Przegląd

### Format rozgrywek
Inaczej niż w wielu europejskich ligach CSL zaczyna się w lutym lub w marcu, a kończy się w listopadzie lub grudniu. W każdym sezonie każdy klub gra z każdym klubem dwukrotnie, u siebie i na wyjeździe. W 2004 r. w lidze było 12 zespołów, więc każdy z nich rozegrał 22 mecze z wszystkich 132 spotkań w sezonie. Rok później CSL liczyło 14 klubów, więc każdy z nich rozegrał 26 spotkań z wszystkich 182. W roku 2006 było 15 drużyn w lidze. Każda drużyna rozegrała 28 spotkań w sezonie z wszystkich 210.
Od 2009 r. na koniec każdego sezonu dwa zespoły, które zajęły ostatnie miejsca w tabeli degradowane są do China League One i na ich miejsce awansują dwa najlepsze zespoły z pierwszej ligi.
3 najlepsze zespoły Super League, jak również zdobywca Pucharu Chin kwalifikują się do Azjatyckiej Ligi Mistrzów. Jeśli zdobywca Pucharu Chin zajmie w lidze 3. lub wyższe miejsce to również klub z 4. miejsca w ligowej tabeli kwalifikuje się do Ligi Mistrzów.

### Sponsoring
Pierwszym sponsorem Super League była firma Siemens. Po pierwszym kontrowersyjnym sezonie Siemens przestał sponsorować ligę. Początek sezonu 2005 był opóźniony o miesiąc z powodu szukania nowego sponsora, który jednak nie został znaleziony. Liga wówczas nazywała się po prostu Chinese Football Association Super League.
- Sezon 2004: Siemens (Siemens Mobile Chinese Super League)
- Sezon 2005: brak sponsora (Chinese Football Association Super League)
- Sezon 2006: iPhox (iPhox Chinese Super League)
- Sezony 2007-2008: Kingway (Kingway Beer Chinese Super League)
- Sezony 2009-2010: Pirelli (Pirelli Chinese Super League)
- Sezony 2011-2013: Wanda Group (Wanda Plaza Chinese Super League)
- Sezony 2014-2018: Ping An (China Ping’an Chinese Super League)

### Zawodnicy zagraniczni
Zawodowi piłkarze w Chinach otrzymują stosunkowo wysokie wynagrodzenia w porównaniu do innych chińskich lig sportowych i lig piłkarskich w innych krajach. W rezultacie wielu piłkarzy z różnych zakątków świata decyduje się na grę w Chinach skuszeni wysokimi zarobkami. Liga ma restrykcyjne zasady, które ograniczają liczbę zagranicznych graczy. Przepisy te zmieniały się w przeciągu lat, a najważniejsze zasady można zobaczyć w tabeli poniżej:
| Sezon     | W kadrze | Na boisku | Uwagi |
| --------- | -------- | --------- | --- |
| 1994–2000 | 3        | 3         | |
| 2001–2003 | 4        | 3         | Od 2001 roku zagraniczni bramkarze nie są dopuszczani do rozgrywek. |
| 2004–2006 | 3        | 2         | |
| 2007–2008 | 4        | 3         | |
| 2009–2016 | 4+1      | 3+1       | „+1" oznacza, że klub mógł posiadać dodatkowego obcokrajowca, jednak musiał on pochodzić z innego kraju strefy AFC.                                                                |
| 2017      | 4+1      | 3         | Wprowadzono zapis pozwalający na wpisanie do protokołu meczowego zaledwie 3 obcokrajowców.                                                                                         |
| 2018–     | 4        | 3         | Utrzymano zapis pozwalająco na wpisanie do protokołu meczowego zaledwie 3 obcokrajowców, przy czym na boisku nie może być więcej obcokrajowców niż chińskich zawodników do lat 23. |

### Status piłkarzy z Makau, Hongkongu i Tajwanu
Przepisy odnośnie do piłkarzy z tych trzech krajów ciągle ulegają zmianom. Od 2009 roku piłkarze z Tajwanu byli traktowani jako piłkarze krajowi, a od 2010 roku przepis ten rozszerzono na zawodników z Makau i Hongkongu. Sytuacja zmieniła się od sezonu 2015, kiedy piłkarska federacja Chin ogłosiła, że piłkarze z tych trzech krajów będą od teraz zaliczani jako obcokrajowcy. W kolejnych dwóch sezonach przepis ten nieco zmodyfikowano i dotyczył tylko piłkarzy, którzy podpisali umowy po 1 stycznia 2016 roku. Od sezonu 2018 nastąpiło delikatne złagodzenie przepisów w tej kwestii i jeden piłkarz z tych trzech krajów może być zgłoszony jako zawodnik krajowy pod warunkiem, że nie jest on naturalizowany. Pod tym pojęciem określa się kraj w którym zawodnik został po raz pierwszy zarejestrowany jako zawodowy piłkarz, a także w przypadku zawodników z Makau i Hongkongu muszą oni posiadać obywatelstwo chińskie oraz być zameldowanym na terytorium Makau lub Hongkongu, natomiast w przypadku Tajwanu musi być jego obywatelem.

## Historia
CSL powstało w 2004 roku jako następca poprzedniej pierwszej klasy rozgrywkowej w Chinach (Jia A lub 甲A) League. W pierwszym sezonie w Chinese Super League występowało 12 drużyn. Rok później liga powiększyła się do liczby 14 zespołów. Z Jia League awansowały Wuhan Huanghelou i Zhuhai Zhongbang. Potem zespół Zhuahi połączył się z Szanghaj Zhongbang i zmienił nazwę na Szanghaj Zobon. W 2006 r. planowane było powiększenie CSL do liczby 16 zespołów włączając do ligi Xiamen Lanshi i Changchun Yatai, jednak ekipa Sichuan Guancheng wycofała się przed rozpoczęciem sezonu z ligi. Sezon 2006 zaczął się 11 marca w 15-klubowym składzie. W roku 2007 liga znów miała się powiększyć, ale Shanghai United F.C. połączyło się z lokalnym rywalem, Shanghai Shenhua. W rezultacie obydwa kluby przyjęły tę drugą nazwę, ponieważ w mieście jest więcej kibiców Shenhui. W 2008 roku udało się w końcu rozpocząć rozgrywki z udziałem 16. drużyn, jednak tuż po starcie drużyna z Wuhan wycofała się z rozgrywek w ramach protestu przeciwko karom nałożonym na klub przez federację po meczu z Beijing Guo’an. Od sezonu 2009 liga liczy 16 zespołów, a na koniec każdego sezonu dwa zespoły, które zajęły ostatnie miejsca w tabeli degradowane są do China League One i na ich miejsce awansują dwa najlepsze zespoły z pierwszej ligi.

## Mistrzowie
| Sezon | Mistrz               | Wicemistrz           | III miejsce            | Król strzelców                                                                             |
| ----- | -------------------- | -------------------- | ---------------------- | ------------------------------------------------------------------------------------------ |
| 2004  | Shenzhen Jianlibao   | Shandong Luneng      | Shanghai International | Kwame Ayew (Shanghai International) – 17                                                   |
| 2005  | Dalian Shide         | Shanghai Shenhua     | Shandong Luneng        | Branko Jelić (Beijing Guo’an) – 21                                                         |
| 2006  | Shandong Luneng      | Shanghai Shenhua     | Beijing Guo’an         | Li Jinyu (Shandong Luneng) – 26                                                            |
| 2007  | Changchun Yatai      | Beijing Guo’an       | Shandong Luneng        | Li Jinyu (Shandong Luneng) – 15                                                            |
| 2008  | Shandong Luneng      | Shanghai Shenhua     | Beijing Guo’an         | Éber Luís Cucchi (Tianjin Teda) – 14                                                       |
| 2009  | Beijing Guo’an       | Changchun Yatai      | Henan Construction     | Hernán Barcos (Shenzhen Asia Travel) – 17 Luis Alfredo Ramírez (Guangzhou Evergrande) – 17 |
| 2010  | Shandong Luneng      | Tianjin Teda         | Shanghai Shenhua       | Duvier Riascos (Shanghai Shenhua) – 20                                                     |
| 2011  | Guangzhou Evergrande | Beijing Guo’an       | Liaoning Whowin        | Muriqui (Guangzhou Evergrande) – 16                                                        |
| 2012  | Guangzhou Evergrande | Jiangsu Sainty       | Beijing Guo’an         | Cristian Dănălache (Jiangsu Sainty) – 23                                                   |
| 2013  | Guangzhou Evergrande | Shandong Luneng      | Beijing Guo’an         | Elkeson (Guangzhou Evergrande) – 24                                                        |
| 2014  | Guangzhou Evergrande | Beijing Guo’an       | Guangzhou R&F          | Elkeson (Guangzhou Evergrande) – 28                                                        |
| 2015  | Guangzhou Evergrande | Shanghai SIPG        | Shandong Luneng        | Aloísio dos Santos Gonçalves (Shandong Luneng) – 22                                        |
| 2016  | Guangzhou Evergrande | Jiangsu Sainty       | Shanghai SIPG          | Ricardo Goulart (Guangzhou Evergrande) – 19                                                |
| 2017  | Guangzhou Evergrande | Shanghai SIPG        | Tianjin Quanjian       | Eran Zahawi (Guangzhou R&F) – 27                                                           |
| 2018  | Shanghai SIPG        | Guangzhou Evergrande | Shandong Luneng        | Wu Lei (Shanghai SIPG) – 27                                                                |
| 2019  | Guangzhou Evergrande | Beijing Guo’an       | Shanghai SIPG          | Eran Zahawi (Guangzhou R&F) – 27                                                           |
| 2020  | Jiangsu Sainty       | Guangzhou Evergrande | Beijing Guo’an         | Cédric Bakambu (Beijing Guo’an) – 14                                                       |
| 2021  | Shandong Luneng      | Shanghai SIPG        | Guangzhou Evergrande   | Júnior Negrão (Changchun Yatai) – 14                                                       |

Tytuł zdobyło osiem zespołów: Shenzhen Jianlibao, Dalian Shide, Shandong Luneng, Changchun Yatai, Beijing Guo’an, Guangzhou Evergrande, Shanghai SIPG i Jiangsu Sainty.

## Statystyka
| Lp. | Klub                   | Miejsca na podium | Miejsca na podium    | Miejsca na podium |   |   |
| --- | ---------------------- | ----------------- | -------------------- | ----------------- | - | - |
| Lp. | Klub                   | 1.                | Guangzhou Evergrande | 8                 | 2 | 1 |
| 2.  | Shandong Luneng        | 4                 | 2                    | 4                 |   |   |
| 3.  | Beijing Guo’an         | 1                 | 4                    | 5                 |   |   |
| 4   | Shanghai SIPG          | 1                 | 3                    | 1                 |   |   |
| 5.  | Jiangsu Sainty         | 1                 | 2                    | 0                 |   |   |
| 6.  | Changchun Yatai        | 1                 | 1                    | 0                 |   |   |
| 7.  | Dalian Shide           | 1                 | 0                    | 0                 |   |   |
|     | Shenzhen Jianlibao     | 1                 | 0                    | 0                 |   |   |
| 9.  | Shanghai Shenhua       | 0                 | 3                    | 1                 |   |   |
| 10. | Tianjin Teda           | 0                 | 1                    | 0                 |   |   |
| 11. | Guangzhou R&F          | 0                 | 0                    | 1                 |   |   |
|     | Henan Construction     | 0                 | 0                    | 1                 |   |   |
|     | Liaoning Whowin        | 0                 | 0                    | 1                 |   |   |
|     | Shanghai International | 0                 | 0                    | 1                 |   |   |
|     | Tianjin Quanjian       | 0                 | 0                    | 1                 |   |   |